# Concerto pour cor no 4 de Mozart
Pour les articles homonymes, voir Concerto pour cor.
Le concerto pour cor no 4 en mi bémol majeur, K. 495, de Wolfgang Amadeus Mozart a été composé le 26 juin 1786 à Vienne. Il est dédié, tout comme ses autres concertos à Joseph Leutgeb, corniste à la chapelle de la Cour de Salzbourg. Certains dires populaires affirment que toutes les œuvres pour cor solo et orchestre de Mozart ont été composées afin de payer Joseph Leutgeb qui aurait été son fromager. Ce 4e concerto est l'un des plus connus du répertoire du cor. Il est en particulièrement très joué dans les concours de musique (les orchestres et les écoles de musique le demandent souvent comme pièce imposée).

## Structure
Le concerto est en trois mouvements :
1. Allegro moderato, en mi bémol majeur, à , 218 mesures
2. Romance (Andante), en si bémol majeur, à 
, 89 mesures
3. Rondo (Allegro vivace), en mi bémol majeur, à 
[1], 217 mesures

Durée de l'interprétation : environ 15 minutes
L'encre utilisée pour écrire la partition, le rouge, le vert, le bleu et le noir, était autrefois considérée comme une tentative pour ébranler le facétieux interprète Joseph Leutgeb, l'ami de Mozart. Cependant il a été récemment (en 2002) suggéré que c'était un code couleur.

## Instrumentation
Ce concerto a été composé pour cor soliste, 2 hautbois, 2 cors et orchestre à cordes.
C'est un des deux concertos de Mozart à utiliser des cors ripieno bien que contrairement au concerto K. 417 le cor solo double dans celui-ci la partie du premier cor ripieno dans les tutti.

## Discographie
Du fait de la courte durée de ce concerto (environ 15 minutes), il est fréquent de le trouver sur le même CD que les trois autres concertos pour cor de Mozart, par exemple avec Dennis Brain qui enregistre en novembre 1953 les quatre concertos pour EMI avec The Philharmonia Orchestra dirigé par Herbert von Karajan.
En 1963, Flanders and Swann (en) mettent en chanson le rondo dans leur titre Ill Wind de l’album At the Drop of Another Hat (en).